# Rifeños
Los rifeños son una etnia bereber que habitan en el Rif, al nordeste de Marruecos y en la ciudad española de Melilla.
Su lengua materna es el idioma rifeño, que está dividido en varios dialectos inteligibles cada uno a los demás hablantes de los otros dialectos rifeños. Una parte significativa de la población también habla árabe magrebí, español o francés como segunda o incluso tercera lengua.
Se diferencian de los yebalíes (noroeste de Marruecos) en que, a pesar de que ambos son de origen bereber y morisco, los yebalíes desde muy temprano hablan un dialecto del árabe: el yebalí.
El principal asentamiento con diferencia de la comunidad es Marruecos, donde habitan más de 5 millones de rifeños. Debido a su cercanía, también se pueden encontrar pequeñas comunidades en la vecina Argelia, la ciudad autónoma española de Melilla, Tánger, Tetuán, Oujda, Larache y Fez. 
Los rifeños destacan sobre otras etnias bereberes en tener mayor porcentaje de población rubia y piel blanca. Un 10% de ellos son pelirrojos. A día de hoy se asientan sobre todo en las montañas del Rif (especialmente en Alhucemas) y en Aurés en Argelia y el Djurdjura en Túnez, aunque en estas dos últimas localizaciones su número es notablemente menor al de Alhucemas.
El origen de la presencia de estos rasgos en parte de la población se puede rastrear a los cazadores-recolectores refugiados la región franco-cantábrica durante el último periodo glacial. De esta zona salieron hacia el 7000 a. C., pasada la era glacial, una parte de estos cazadores-recolectores a repoblar el norte y centro de Europa, mientras que otra cruzó el estrecho de Gibraltar hacia el norte de África.

## Demografía

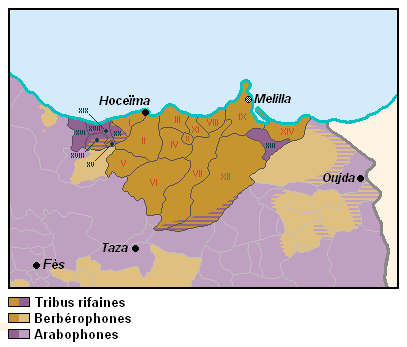
Mapa etno-lingüístico de las tribus rifeñas. En naranja aquellas tribus que hablan rifeño, en morado oscuro las araboparlantes. Los números del mapa son equivalentes a los de la lista.

Tradicionalmente, el Rif (Rif Oriental y Rif Central) es una región tribal, compuesta por una veintena de tribus o cabilas, a su vez compuestas por varias fracciones y clanes:
- (I) Bocoya (Ibaqouyen), establecida entre Alhucemas y Badis.
- (II) Ait Urriaguel, establecida alrededor de Axdir, Tamasinet, Bni Bu Ayast y Einzorén, se adentra desde la costa hacia el interior, hacia el sur y el suroeste, durante más de treinta kilómetros.
- (III) Tensamán, establecido alrededor de las comunas de Tensamán, Trougout, Laazib y Taksaft, hasta la costa.
- (IV) Ait Touzine, establecida alrededor de Midar, Azlaf, Kassita e Ijarmouas, hasta el río Nekor al oeste.
- (V) Ait Ammart, establecidos alrededor de la comuna de Beni Ammart.
- (VI) Gueznaya (Igzennayen), establecida alrededor de Axdir, Aknoul, Ain-Hamra, Tizi Ouasli, Kassita.
- (VII) Metalsa (Ibdarsen), establecidos alrededor de Driouch, Ain Zohra, Mezguitem, Tara Tazougaght y Oulad Bourima.
- (VIII) Ait Said, a lo largo de las costas, entre Tazaghine y el Oued Kert, establecidos alrededor de Dar el Quebdani, Budinar, Hijja, Chaabi, Maurou y Amejjaou.
- (IX) Guelaya (Iqerʿiyen), una confederación tribal de cinco tribus establecida alrededor de Nador, en un territorio que se extiende entre el Cabo de las Tres Horcas al norte, la costa oriental de la Mar Chica al este y el Oued Kert al oeste.[5]
- (X) Ait Tafersit, establecida alrededor de la comuna de Tafersit.
- (XI) Ait Oulichek, establecida entre los municipios de Ben Taieb, Annoual, Ouardana y Taliouine.
- (XII) Ait Bouyahyi, establecidos en un amplio territorio en la orilla izquierda del Moulouya y al sur de Nador, alrededor de Hassi Berkane y Monte Arruit .
- (XIII) Uled Settut, hablantes árabes de la llanura de origen maaqilita, esta tribu incluye también clanes rifeños de origen zenata, establecidos en los alrededores de la ciudad de Zaio.
- (XIV) Kebdana (Ichebdanen), establecida entre la orilla oriental de la Mar Chica y la orilla izquierda del Muluya, alrededor de Karia Arkemán y Cabo de Agua, que la separa de Ait Iznassen, aunque una parte del territorio de Kebdana se sitúa en la orilla derecha del Muluya, entre Cabo de Agua y Saidía .

Un grupo de seis tribus de origen sanhaya, establecidas al oeste del bloque bereberparlante de Zenata, reivindican su etnia rifeña aunque hablan principalmente árabe.  Las cinco tribus de esta agrupación son:
- (XV) Targuist, establecidos alrededor de la comuna de Targuist.
- (XVI) Metioua, establecidos en el territorio entre Issaguen y la costa.
- (XVII) Mestasa, establecida alrededor de Medcher Taghzout, al norte de Beni Gmil.
- (XVIII) Aït Gmil, establecida en un territorio salpicado de aldeas al noroeste de Targuist, encerrado entre las de Mestasa, Sanhaja de Srayr, Metioua y Aït Boufrah.
- (XIX) Ait Boufrah, establecida alrededor de la comuna de Khmis Bni Boufrah.
- (XX) Ait Itteft, establecida al sur de Badis.

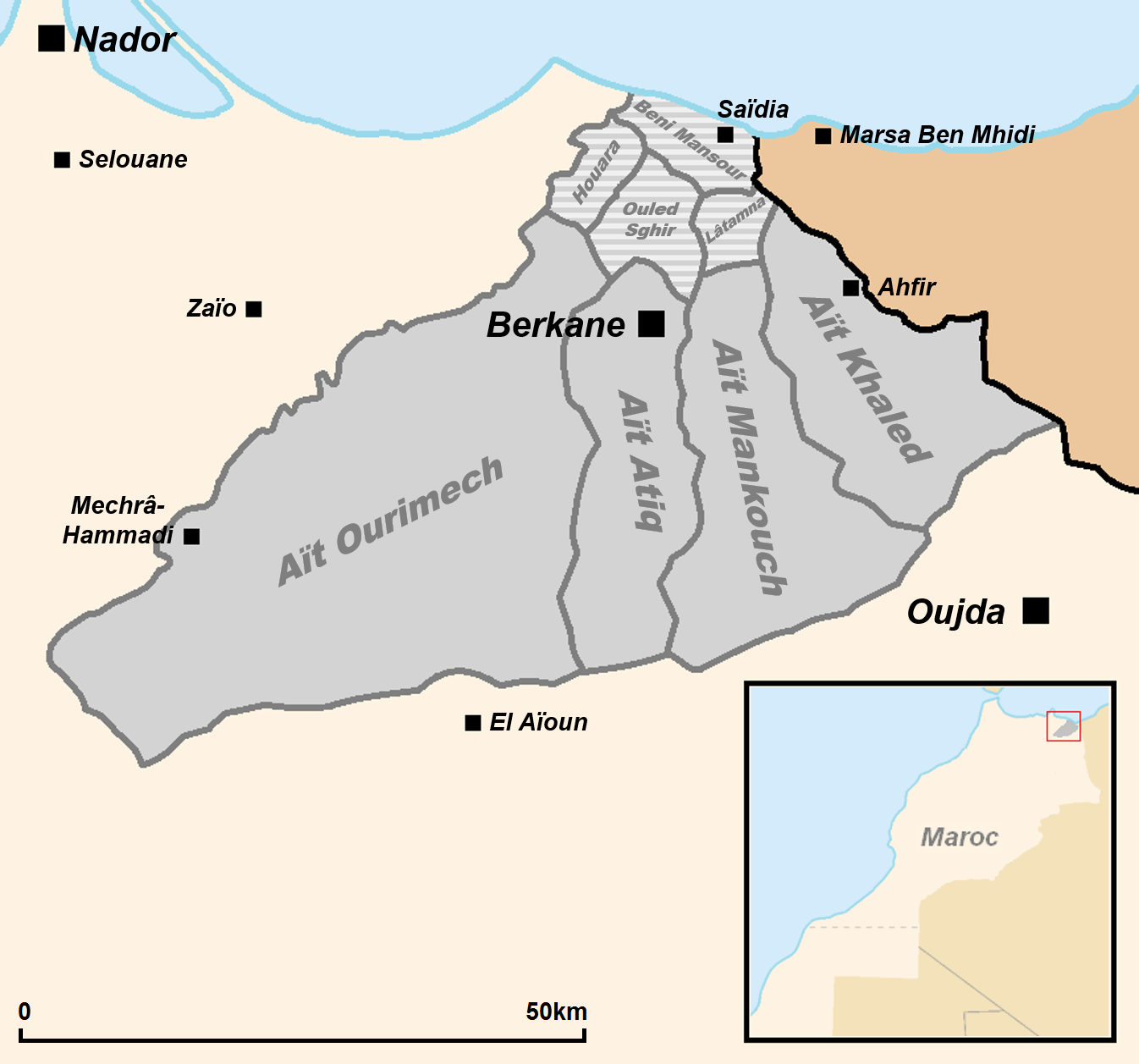
Mapa de las tribus de Ait Iznassen.

Los Aït Iznassen, una confederación de cuatro tribus de lengua y cultura zenata establecidas alrededor de la ciudad de Berkane, en la orilla derecha del Moulouya, cerca del Rif, a menudo están ligados al grupo rifeño, sin que haya consenso al respecto. Las cuatro tribus que componen esta confederación son, de oeste a este:
- Ait Ourimech.
- Ait Atiq.
- Ait Mankouch.
- Ait Khaled.

Un pequeño grupo de cuatro tribus de habla árabe, llamadas "Tribus de los Triffa", está establecido en el territorio de los Aït Iznassen en Saidia, sin formar parte de la confederación tribal.

## Galería

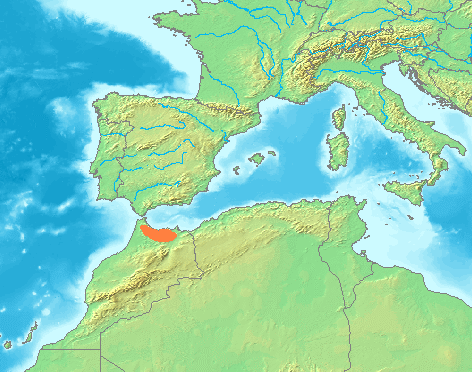
Localización del Rif marcado en naranja.
Bandera de la República del Rif.
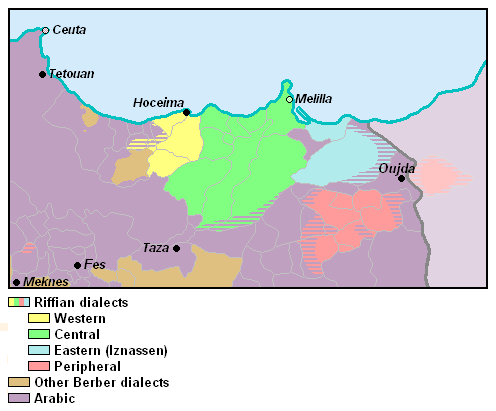
Mapa del idioma rifeño.